# Peppino, le modelle e... "chella llà"
Pour plus de détails, voir Fiche technique et Distribution.
Peppino, le modelle e... "chella llà" est un film italien réalisé par Mario Mattoli, sorti en 1957.

## Fiche technique
- Titre : Peppino, le modelle e... "chella llà"
- Réalisation : Mario Mattoli
- Scénario : Edoardo Anton
- Photographie : Anchise Brizzi
- Montage : Gisa Radicchi Levi
- Musique : Lelio Luttazzi
- Pays d'origine : Italie
- Format : Noir et blanc - 2,35:1 - Mono
- Genre : Comédie
- Durée : 91 minutes
- Date de sortie : 1957

## Distribution
- Peppino De Filippo : Peppino
- Teddy Reno : Teddy
- Giulia Rubini : Elisabetta Zanton
- Fulvia Franco : Lucia
- Gino Bramieri : Alfredo
- Giacomo Furia : Giacomino
- Ester Masing : Wanda
- Patrizia Lari (it) : Adriana
- Anna Maria Luciani : Erminia
- Massimo Serato : Carlo Rosani
- Renato Terra : le frère d'Elisabetta Zanton